# 台灣優良品牌
台灣優良品牌是中華民國對外貿易發展協會、中華民國自創品牌協會等單位配合經濟部國際貿易局的「品牌台灣發展計畫」等政策，所執行的台灣品牌年度評選活動，對外貿易發展協會自2001年起，和國際品牌鑑價公司Interbrand合作辦理「十大台灣國際品牌價值調查」等系列活動，促進台灣企業對成功品牌的概念，並自2004年公布第一屆「台灣優良品牌」獲選名單。
評選過程中，會參考企業對該品牌過去的經營與未來的規畫，該品牌是否得過其他獎勵或認證，也是品牌強度得分多寡的依據，其他評選項目還有品牌活動和競爭優勢。歷屆參選的品牌類別包括資訊、電子、流行產品、機械、休閒用品、建材、文化創意、服務業等。投件參選的品牌必須是在台灣登記的企業所有，品牌成立時間為三年以上。

## 歷屆獲選名單
- 2004年：台灣櫻花、優美家具、智冠科技、訊連科技
- 2005年：

第一類：HIWIN（上銀科技）、SAN SHIN（三星）、WONDERLAND（明門實業）、KLT（光群雷射科技）、SUNON（建準電機工業）、POWERTECH（勝德國際研發）、SINOX（競泰）、THE LIN（德林）、TYC（堤維西交通工業）、okuma（寶熊漁具）、GARMIN（台灣國際航電）、ThunderTiger（雷虎）
第二類：新必優資訊– SYMBIO、牧新科技 – Hydrotek、古坑鄉農會 – 加比山古坑咖啡、東山鄉農會- 東山咖啡、一心生物科技- I HSIN BIOTECH 金車生物科技- KING CAR BIOTE、和椿科技- Aurotek、童心園實業- We Play、富強鑫精密工業- FCS、鼎鳴實業 - BODY SCULPTURE、振鋒企業 - YOKE
第三類：Soft-World（智冠科技）、Cyberlink（訊連科技）、Ulead（友立資訊）、GIGABYTE（技嘉科技）、MSI（微星科技）、Lite-On（建興電子）、JOHNSON（喬山健康科技）、 Microlife（百略醫學科技）、 Shoprider（必翔實業）、Eminent（萬國通路）、達新雨衣（達新工業）、HCG（和成欣業）、SAKURA（台灣櫻花）、UB（優美家具）、NAKANG（南港輪胎）、KYMCO（光陽機車）、SYM（三陽機車）
- 2006年：技嘉科技、創見資訊、威剛科技、圓剛科技、錸德科技、無敵科技、奧圖碼科技、阿瘦皮鞋、EMINENT雅士（萬國通路）、上銀科技、建準電機、中國砂輪、喬山健康科技、和成欣業、台灣櫻花、優美、法藍瓷（海暢）、琉園
- 2007年：

全球／台灣占有率前三大品牌：REXON（力山工業）、SportsArt（力伽實業）、TATUNG（大同公司）、TGB（台灣金蜂）、台灣啤酒（台灣菸酒公司）、FLOMO（台灣彌榮）、Mio DigiWalker（宇達電通）、Danze（成霖企業）、Mr. Brown（金車公司）、HTC（宏達國際電子）、FORMOSA（金屯五金）、SUNUP（皇田工業）、SIRUBA（高林公司）、HORIZON（嘉鴻遊艇）、Rossmax（優盛醫學）
表現傑出之服務業及地方特色產業品牌：TTG（台明將）、LaCoya（台灣百和）、心鮮市（南瀛農產）、Natural Beauty（自然美）、SAX PLAYHOUSE（萬麗福）、KNOWN-YOU SEED（農友種苗）
- 2008年：

全球／台灣占有率前三大品牌：Birdy、GoNav、LION、GINTECH、康乃馨Carnation、帝康TICON、EverFocus（慧友電子）、EVERLIGHT、KWorld、eclatorq、ATUNAS、SINGTEX
表現傑出之服務業及地方特色產業品牌：TAYANA、CEC 、SOGO(世芥蘭業)、HONO、度小月、85度C、Formosa、Gamania（遊戲橘子數位科技）

## 相關台灣品牌評選
- 台灣國際品牌
- 台灣優良品牌
- 台灣精品獎

## 外部連結
- 品牌台灣發展計畫第二期（页面存档备份，存于） （繁體中文）
- 台灣優良品牌（繁體中文）
- 品牌台灣發展計畫（页面存档备份，存于）（繁體中文）